# FK Viktoria Stadion
El FK Viktoria Stadion (también nombrado eFotbal Aréna por razones de patrocinio) es un estadio de fútbol situado en el distrito de Žižkov en la ciudad de Praga, República Checa. El estadio fue inaugurado en 1952 y posee actualmente una capacidad para 5600 personas sentadas, es propiedad del club FK Viktoria Žižkov que disputa actualmente la Liga Checa de Fútbol.
El estadio inaugurado en 1973 fue renovado completamente en 2012, se le instaló iluminación artificial y se le dotó de butacas individuales, posee césped natural y calefacción artificial en la cancha. Desde su reinauguración el año 2012, el estadio lleva el nombre del patrocinador del portal de internet del fútbol checo eFotbal.cz
El estadio fue sede de dos partidos del Campeonato de Europa Sub-19 de la UEFA 2008.